# Патрик Мислович
Патрик Мислович (на словашки: Patrik Myslovič; роден на 28 май 2001 г.) е словашки професионален футболист, който играе като полузащитник за българския клуб от Първа лига „Левски“ (София).

## Спортна кариера
Мислович започва да тренира футбол в школата на „Фомат“ (Мартин), а по-късно и в гранда „Жилина“. Дебютира в мъжкия футбол с „Жилина“ на 23 февруари 2019 г. в мач срещу „Сеница“ за словашката Суперлига. На 20 юни 2020 г. в мач срещу столичния „Слован“ отбелязва и първия си гол с екипа на „Жилина“. В началото на 2023 г. Мислович се присъединява към шотландския клуб „Абърдийн“ под наем. Първия си мач за „Абърдийн“ изиграва на 18 януари 2023 г., срещу отбора на „Хартс“, в шотландската Висша лига.
На 14 февруари 2024 г. Мислович преминава в българския клуб „Левски“, подписвайки договор за 2,5 години.